# Naranapuram
Naranapuram é uma panchayat (vila) no distrito de Virudhunagar, no estado indiano de Tamil Nadu.

## Demografia
Segundo o censo de 2001,  Naranapuram  tinha uma população de 9342 habitantes. Os indivíduos do sexo masculino constituem 49% da população e os do sexo feminino 51%. Naranapuram tem uma taxa de literacia de 63%, superior à média nacional de 59.5%: a literacia no sexo masculino é de 73% e no sexo feminino é de 55%. Em Naranapuram, 13% da população está abaixo dos 6 anos de idade.